# Reinhold Grunert
Reinhold Grunert (* 22. November 1928 in Essen; † 10. Mai 2009 in Bottrop) war ein deutscher Fußballtorhüter. Der Torhüter absolvierte bei Borussia Mönchengladbach, VfL Osnabrück und Rot-Weiss Essen in den damals erstklassigen Oberligen West und Nord von 1950 bis 1958 insgesamt 118 Ligaspiele; dazu kommen noch 57 Einsätze in zwei Runden in der 2. Liga West bei TuRa 1886 Essen (1949/50) und dem VfB Bottrop (1951/52).

## Laufbahn als Fußballer

### Anfänge, über die 2. Liga in die Oberliga
In der Mannschaft von Borussia Mönchengladbach, die sich Mitte der 1950er Jahre einen festen Platz in der obersten Spielklasse, der Oberliga West, sicherte, war Reinhold Grunert eine Größe, die unbestrittene Nummer eins. Er war in Mönchengladbach ein Star seiner Zeit und der erste Torhüter des VfL, der es mit seinen Leistungen in den Dunstkreis der Nationalmannschaft schaffte. Grunert war Borussias Nummer eins der Jahre 1953 bis 1956 und wurde „der fliegende Mensch“ von den Reportern der Rheinischen Post und der Westdeutschen Zeitung genannt. Auch von seinen ehemaligen Mitspielern gibt es im Rückblick viel Lob. „Reinhold war auf der Linie überragend, hatte unglaubliche Reflexe“, erinnert sich Borussias damaliger Mittelfeldspieler Friedel Schicks. Als Verteidiger oft ganz nah dran an Grunerts Glanztaten war Hans Göbbels: „In der Strafraumbeherrschung war er nicht ganz so stark, aber auf der Linie, da war er wie ein fliegender Mensch.“
Grunert, gebürtig in Essen, lernte wie fast alle Jungen dieser Zeit das Fußballspiel in den Straßen von Essen und schloss sich als erstem Verein TuS Helene Essen an. Der gelernte Autoschlosser spielt nach Ende des Zweiten Weltkriegs in der Saison 1949/50 mit TuRa 86 Essen in der erstmals ausgespielten 2. Liga West. Die Elf aus Altenessen behauptete sich sportlich unter Führung von Trainer Willy Multhaup in der Gruppe 2 gegen die Konkurrenten wie Sportfreunde Katernberg, Borussia Mönchengladbach, Meidericher SV, SpVgg Herten, VfB Bottrop und den VfL Bochum und belegte den 8. Rang. Neben Mitspielern wie Karl-Heinz Gommans, Günter Friesenhagen und Rudi Redder absolvierte Torhüter Grunert 25 Zweitligaspiele. In den beiden Spielen gegen Vizemeister und Oberligaaufsteiger Borussia Mönchengladbach (5:2, 2:2) hatte er die Verantwortlichen vom Bökelbergstadion nachhaltig überzeugt und nach dem Rückzug von TuRa Essen aus dem Vertragsligafußball aus finanziellen Gründen, unterschrieb er zur Saison 1950/51 einen Vertrag beim VfL und zog an den Niederrhein.
Die Borussia hatte mit Josef Köhnen einen zuverlässigen Torhüter zur Verfügung, welcher in der zurückliegenden Runde in 29 Ligaspielen das Tor gehütet hatte. Grunert wurde in der Presse als „erstklassiger Torhüter“ angekündigt. In die Oberligarunde startete Mönchengladbach aber am 27. August 1950 bei einem Auswärtsspiel gegen Katernberg (2:3) mit Köhnen im Tor. In den folgenden zwei Ligaspielen konnte Grunert sein Können unter Beweis stellen, hatte aber das Pech, dass die Spiele gegen Borussia Dortmund (0:5) und 1. FC Köln (2:6) jeweils hoch verloren wurden und er in den zwei Begegnungen elf Gegentore kassieren musste. Jetzt kehrte Köhnen wieder in das Tor der Bökelbergelf zurück. Insgesamt missriet der Start im westdeutschen Oberhaus aber gründlich: Nach den ersten sechs Spielen hatte der Aufsteiger 0:12 Punkte vorzuweisen und belegte nach der Hinrunde den 15. Rang. Unter dem neuen Trainer Werner Sottong kämpfte sich das Team vom Niederrhein im weiteren Verlauf der Runde auf den rettenden 14. Rang. Borussia wäre mit 25:35 Punkten auf dem 14. Rang stehend eigentlich gerettet gewesen, aber da zwei Punkte am „grünen Tisch“ – gegen Dortmund am 3. September 1950 mit Grunert im Tor – gewonnen waren und nach der Rechtsprechung des Verbandes diese Punkte nicht „über Meisterschaft oder Abstieg entscheiden durften“, musste Borussia ein Entscheidungsspiel gegen Alemannia Aachen (15. Platz, ein Punkt hinter BMG) am 6. Mai 1951 in Köln bestreiten. Jetzt wurde wieder auf Grunert im Tor gesetzt, aber das Spiel ging mit 1:5 verloren und Mönchengladbach stieg wieder in die 2. Liga ab. Grunert hatte lediglich in drei Meisterschaftsspielen mitwirken können. Er kehrte in das Ruhrgebiet zurück und schloss sich zur Runde 1951/52 dem VfB Bottrop in der 2. Liga West an.
Der Wechsel zu den Schwarz-Weißen aus der Arbeiterstadt am Rhein-Herne-Kanal zahlte sich sportlich aus: Grunert wurde sofort zum Stammtorhüter des Vereins für Bewegungsspiele und kam in allen 32 Ligaspielen zum Einsatz. Er erreichte mit Bottrop mit zwei Punkten Rückstand hinter Meister und Oberligaaufsteiger SV Sodingen die Vizemeisterschaft. Die Heimbilanz mit 30:2 Punkten war unbestritten meisterschaftswürdig, mit 13:19 Punkten sah es in den Auswärtsspielen dagegen nicht besonders gut aus. Gegen Sodingen verlor man das Auswärtsspiel mit 2:6 und gewann das Heimspiel mit 4:0. Es zog Grunert mit Gewalt in die Oberliga, er unterschrieb zur Saison 1952/53 beim VfL Osnabrück, dem Vizemeister des Jahres 1951/52 in der Oberliga Nord.
Die Elf vom Stadion an der Bremer Brücke tritt überwiegend in der Defensive mit einer Stammformation um Torhüter Grunert (alle 30 Punktspiele), dem Verteidigerpaar Heinrich Fiening und Horst Oettler, sowie in der Läuferreihe mit Karl-Heinz Gehmlich, Walter Komorowski, Hans Haferkamp/Erich Gleixner an und belegt am Rundenende hinter Serienmeister Hamburger SV, Holstein Kiel und Werder Bremen den 4. Rang. Nur Vizemeister Kiel konnte noch eine standhaftere Abwehr (38 Gegentore) wie Osnabrück mit 47 Gegentoren vorweisen. Auch im DFB-Pokal gab Grunert eine gute Figur ab: Zuerst bei den zwei Spielen gegen Phönix Ludwigshafen (2:2 n. V.; 2:0 Wdh.) und danach in der 2. Hauptrunde beim Spiel an der Hafenstraße gegen Rot-Weiss Essen. Lediglich der spätere Weltmeister Helmut Rahn bezwang den „Fliegenden Mensch“ im Tor von Osnabrück beim 2:0-Heimerfolg der Elf aus Bergeborbeck. Trotz der guten Runde war für Grunert aber auch jetzt schon wieder nach einem Jahr die Zusammenarbeit beendet, es zog ihn wieder in den Westen zurück, er unterschrieb zum zweiten Mal bei Borussia Mönchengladbach und startete zur Saison 1953/54 den zweiten Versuch am Niederrhein Stammkeeper zu werden.

### Torhütergröße bei Mönchengladbach, 1953 bis 1956
Vor dem Weltmeisterschaftsjahr 1953/54 war die Vorstandschaft von Borussia Mönchengladbach sehr aktiv gewesen. Es kam mit Fritz Silken ein neuer Trainer zum VfL, bei den Neuzugängen der Feldspieler glückte mit Franz Wichelhaus, Ewald Nienhaus, Horst Wuttke und Heinz Reh eine eindeutige Kaderverstärkung und Grunert setzte sich in seinem zweiten Anlauf am Bökelberg eindrucksvoll im Tor durch. Im Vorfeld der Saison wurde er in der Westdeutschen Zeitung (WZ) als einer „der besten Torhüter der Oberliga Nord“ angekündigt, und es lief diesmal tatsächlich weit besser mit Grunert und der Borussia als beim ersten Versuch in der Saison 1950/51. Trainer Silken vertraute dem Neuzugang den Platz im Tor an, und der bedankte sich mit tollen Leistungen. Am zweiten Spieltag hält er beim 0:1 gegen Schalke 04 „überragend“ (WZ), noch viel wichtiger ist für das Ansehen bei den eigenen Fans aber das Spiel eine Woche später beim ungeliebten Lokalrivalen Rheydter SV. 2:1 gewinnen die Borussen vor 35.000 Zuschauern im Stadion des „Spö“, und der Mann des Spiels ist Reinhold Grunert. „Überzeugender Grunert verhinderte Rheydter Sieg“, lautet am Tag nach dem Spiel die Schlagzeile in der WZ, für die Grunert „mit Abstand der beste Spieler auf dem Platz“ war. Von allen Seiten prasselt Lob auf Reinhold Grunert herab. Auch Hennes Weisweiler, zu dieser Zeit Trainer beim Rheydter SV, sprach speziell die Torhüter an: „Es waren vor allen Dingen die unterschiedlichen Leistungen der beiden Torhüter, die das Spiel entschieden haben.“ Es ging in dieser Richtung die gesamte Runde weiter. Belohnt wurde er für seine konstant guten Leistungen im Mai 1954 mit einer Nominierung für die „Westauswahl“, der Auswahlmannschaft mit den besten Spielern der Oberliga West, für die er im „Länderspiel“ gegen Ostholland gemeinsam mit seinen Gladbacher Mannschaftskameraden Heinz Jansen, Nienhaus und Schicks auflaufen durfte.
Ende April trat er mit Borussia erstmals eine größere Auslandsreise an. Die Mannschaft reiste nach Frankreich und bestritt dort zwei Freundschaftsspiele gegen SCO Angers (1:2) und FC Rouen (5:2). Nach einem touristischen Abstecher nach Paris ging es wieder Richtung Heimat an den Niederrhein.
Die Saison 1954/55 beginnt für Reinhold Grunert, wie die alte geendet hatte. Er ist Borussias Nummer eins und bleibt im Notizbuch der Auswahltrainer. Am 26. September 1954 kommt er in Rheydt beim 3:1-Sieg der Westauswahl gegen Luxemburg zu seinem zweiten internationalen Auftritt; auch die drei VfL-Mannschaftskameraden Schicks, Jansen und Nienhaus laufen in diesem Repräsentativkampf auf. In der Rückrunde stürzt die Borussia aber dramatisch ab. Vom 4. Rang ging es runter auf Platz 14., punktgleich mit dem Meidericher SV auf dem 15. Rang. Am vorletzten Spieltag brachte der 3:2-Heimerfolg vor 30.000 Zuschauern gegen den 1. FC Köln den Klassenerhalt zustande. Die 9:21 Punkte in der Rückrunde beendeten die Tätigkeit von Trainer Silken, zur neuen Runde übernahm Klaus Dondorf das Traineramt am Bökelberg. Durch die Folgen eines Mittelhandbruches im Januar 1955 musste Grunert in drei Spielen verletzt zuschauen und kommt in dieser Saison daher auf 27 Spiele in der Oberliga.
Die erste Runde unter Dondorf stand 1955/56 unter dem Zeichen des Oberligadebüts von Albert Brülls, dem ersten Sieg auf Schalke (2:1) wo Brülls als zweifacher Torschütze und Grunert als sicherer Rückhalt im Nachgang zu den „zwei Helden des Tages“ erklärt worden waren und Grunert 28 Rundeneinsätze absolvierte. Borussia belegte mit 26:34 Punkten den 11. Rang. Am Ende der Saison drehte sich plötzlich das Torwart-Karusell in der Oberliga und auch die Borussia drehte kräftig mit. Stammkeeper Grunert gibt seinen Wechsel zu Rot-Weiss Essen bekannt, wo er die Nachfolge von Nationaltorwart Fritz Herkenrath antreten soll. Die Gladbacher sind ihrerseits aber untätig und nahmen von Fortuna Düsseldorf „Weltmeister“ Toni Turek unter Vertrag. Dass der in der gesamten Saison 1955/56 nicht einmal für die Fortuna gespielt hatte, stört niemanden in Gladbach – schließlich ist es der „Fußballgott“, Deutschlands Weltmeistertorwart von 1954, welcher an den Bökelberg kommt. Die Lage in Essen veränderte sich aber schnell: Die ursprüngliche Wechselvoraussetzung, dass Lehrer Herkenrath keine Erlaubnis mehr erhalten sollte um im Nebenjob als Vertragsfußballer tätig sein zu dürfen und RWE deshalb unbedingt einen guten Herkenrath-Ersatz zu verpflichten hatte, löste sich auf und Herkenrath blieb die unumstrittene Nummer eins bei RW Essen und spielte auch ein ausgezeichnetes Turnier bei der Weltmeisterschaft 1958 in Schweden. Dass sich Borussias Fans schon sehr bald wünschen werden, dass Reinhold Grunert Mönchengladbach nie verlassen hätte, ahnte im Sommer 1956 noch niemand. Die Turek-Verpflichtung erwies sich aber als Fehlgriff; Mönchengladbach stieg sang- und klanglos in die 2. Liga West ab und Grunert bestreitet durch die vorhandene Einsatzfähigkeit von Herkenrath lediglich ein Oberligaspiel für Essen. Am letzten Spieltag, den 18. Mai 1957, bei einer 0:1-Heimniederlage gegen den Wuppertaler SV wurde er von Trainer Elek Schwartz als Ersatz für Herkenrath aufgeboten. Lediglich die berufliche Perspektive mit der Übernahme einer „Shell-Tankstelle“ sollte sich in seiner Heimatstadt als Realität herausstellen.
Grunert war Jahre in Essen als Tankstellenbetreiber und Trinkhallenbesitzer tätig und kehrte Mitte der 1980er Jahre nach Mönchengladbach zurück, wo er in Wickrath ein Eigenheim bewohnte. Ein Jahr vor seinem Tod wurde er durch seine Kinder in ein Altersheim nach Bottrop geholt, wo er dann 2009 verstarb.